# Jacki Weaver
Jacki Weaver (Jacqueline Ruth Weaver, Sydney, 25 de maio de 1947) é uma atriz australiana de teatro, cinema e televisão. É mais conhecida por ter atuado nos filmes Animal Kingdom e Silver Linings Playbook, pelos quais foi indicada ao Oscar de melhor atriz coadjuvante nos anos de 2011 e 2013.

## Filmes
| Ano  | Filme                              | Papel                   | Notas |
| ---- | ---------------------------------- | ----------------------- | --- |
| 1971 | Stork                              | Anna                    | |
| 1974 | Petersen                           | Susie Petersen          | |
| 1975 | Picnic at Hanging Rock             | Minnie                  | |
| 1975 | The Removalists                    | Fiona Carter            | |
| 1976 | Caddie                             | Josie                   | |
| 1982 | Squizzy Taylor                     | Dolly                   | |
| 1983 | Abra Cadabra                       | Primrose Buttercup      | Voz |
| 1987 | The Perfectionist                  | Barbara Gunn            | |
| 1996 | Cosi                               | Cherry                  | |
| 1997 | Two-Wheeled Time Machine           | Old Alice               | Curta-metragem |
| 2007 | Hammer Bay                         | Aileen Blakely          | |
| 2009 | Three Blind Mice and Other Stories | Bernie                  | |
| 2009 | Early Checkout                     | Cleaner                 | Curta-metragem |
| 2010 | Animal Kingdom                     | Janine 'Smurf' Cody     | Chlotrudis Award de Melhor Atriz Coadjuvante Los Angeles Film Critics Association Award de Melhor Atriz Coadjuvante National Board of Review de Melhor Atriz Coadjuvante San Francisco Film Critics Circle Award de Melhor Atriz Coadjuvante Satellite Award de Melhor Atriz Coadjuvante em Cinema Indicada - Oscar de Melhor Atriz Coadjuvante Indicada - Critics Choice de Melhor Atriz Coadjuvante Indicada - Chicago Film Critics Association Award de Melhor Atriz Coadjuvante Indicada - Detroit Film Critics Society Award de Melhor Atriz Coadjuvante Indicada - Golden Globe Award de Melhor Atriz Coadjuvante em Cinema Indicada - Houston Film Critics Society Award de Melhor Atriz Coadjuvante |
| 2010 | Summer Coda                        | Jen                     | |
| 2012 | The Five–Year Engagement           | Sylvia Dickerson–Barnes | |
| 2012 | Silver Linings Playbook            | Dolores Solitano        | Indicada - Oscar de Melhor Atriz Coadjuvante Indicada - Chlotrudis Award de Melhor Atriz Coadjuvante Indicada - Georgia Film Critics Association Award de Melhor Atriz Coadjuvante Indicada - Screen Actros Guild Award de Melhor Elenco no Cinema |
| 2013 | Stoker                             | Gwendolyn 'Gin' Stoker  | |
| 2015 | Equals                             | Bess                    | |
| 2018 | Life of the Party                  | Sandy Cook              | |
| 2020 | Never Too Late                     | Norma McCarthy          | |